# Joseph von Schork
Joseph von Schork (né le 7 décembre 1829 à Kleinheubach, mort le 25 janvier 1905 à Bamberg) est archevêque de Bamberg de 1890 à sa mort.

## Biographie
Joseph von Schork est d'abord prêtre et inspecteur d'école, puis est élu prévôt en 1889 et nommé archevêque de Bamberg en 1890 par le pape Léon XIII.